# Municipio de Somerset (condado de Somerset)
El municipio de Somerset (en inglés: Somerset Township) es un municipio ubicado en el condado de Somerset en el estado estadounidense de Pensilvania. En el año 2000 tenía una población de 9.319 habitantes y una densidad poblacional de 56 personas por km².

## Geografía
El municipio de Somerset se encuentra ubicado en las coordenadas 40°02′00″N 79°07′59″O / 40.03333, -79.13306.

## Demografía
Según la Oficina del Censo en 2000 los ingresos medios por hogar en la localidad eran de $33,391 y los ingresos medios por familia eran $37,006. Los hombres tenían unos ingresos medios de $28,007 frente a los $21,707 para las mujeres. La renta per cápita para la localidad era de $16,510. Alrededor del 9,2% de la población estaban por debajo del umbral de pobreza.